# Heterodactylus
Heterodactylus is een geslacht van hagedissen uit de familie Gymnophthalmidae.
De wetenschappelijke naam van het geslacht werd in 1825 voorgesteld door Johann Baptist von Spix. Er zijn drie soorten die alle drie voorkomen in een deel van Brazilië.

## Soortenlijst
| Soorten uit het geslacht Heterodactylus | Soorten uit het geslacht Heterodactylus | Soorten uit het geslacht Heterodactylus                            |
| --------------------------------------- | --------------------------------------- | ------------------------------------------------------------------ |
| Naam                                    | Auteur                                  | Verspreidingsgebied                                                |
| Heterodactylus imbricatus               | Spix, 1825                              | Brazilië (Espírito Santo, Minas Gerais, Rio de Janeiro, São Paulo) |
| Heterodactylus lundii                   | Reinhardt & Lütken, 1862                | Brazilië (Minas Gerais)                                            |
| Heterodactylus septentrionalis          | Rodrigues, de Freitas & Silva, 2009     | Brazilië (Bahia)                                                   |